# 요크성 박물관

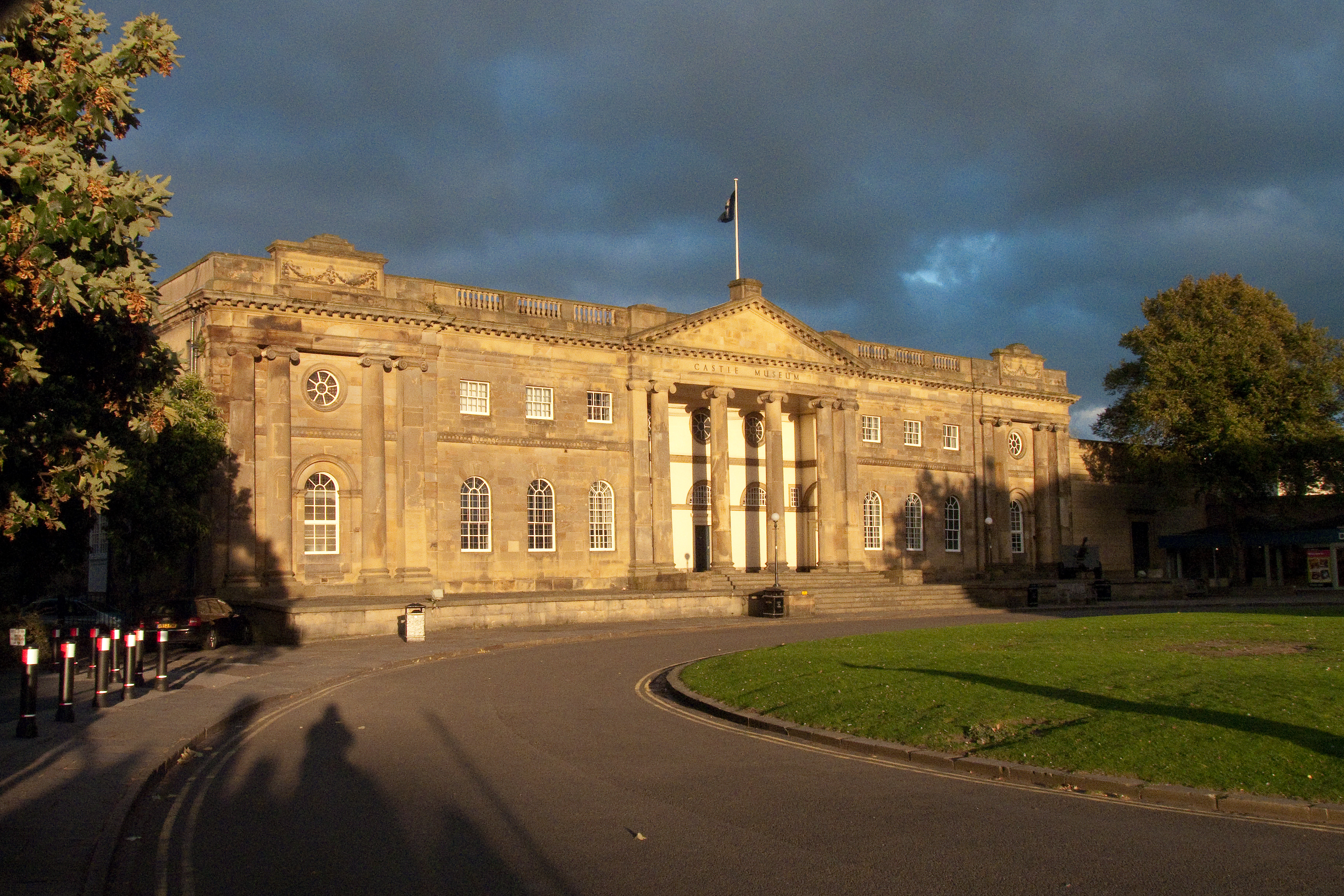
요크성 박물관

요크 성 박물관(영어: York Castle Museum)은 영국 노스요크셔주 요크 요크성에 있는 교도소 박물관이다. 1938년, 존 커크가 원래 18세기 교도소 건물을 개조하여 설립하였다.